# 火地群岛

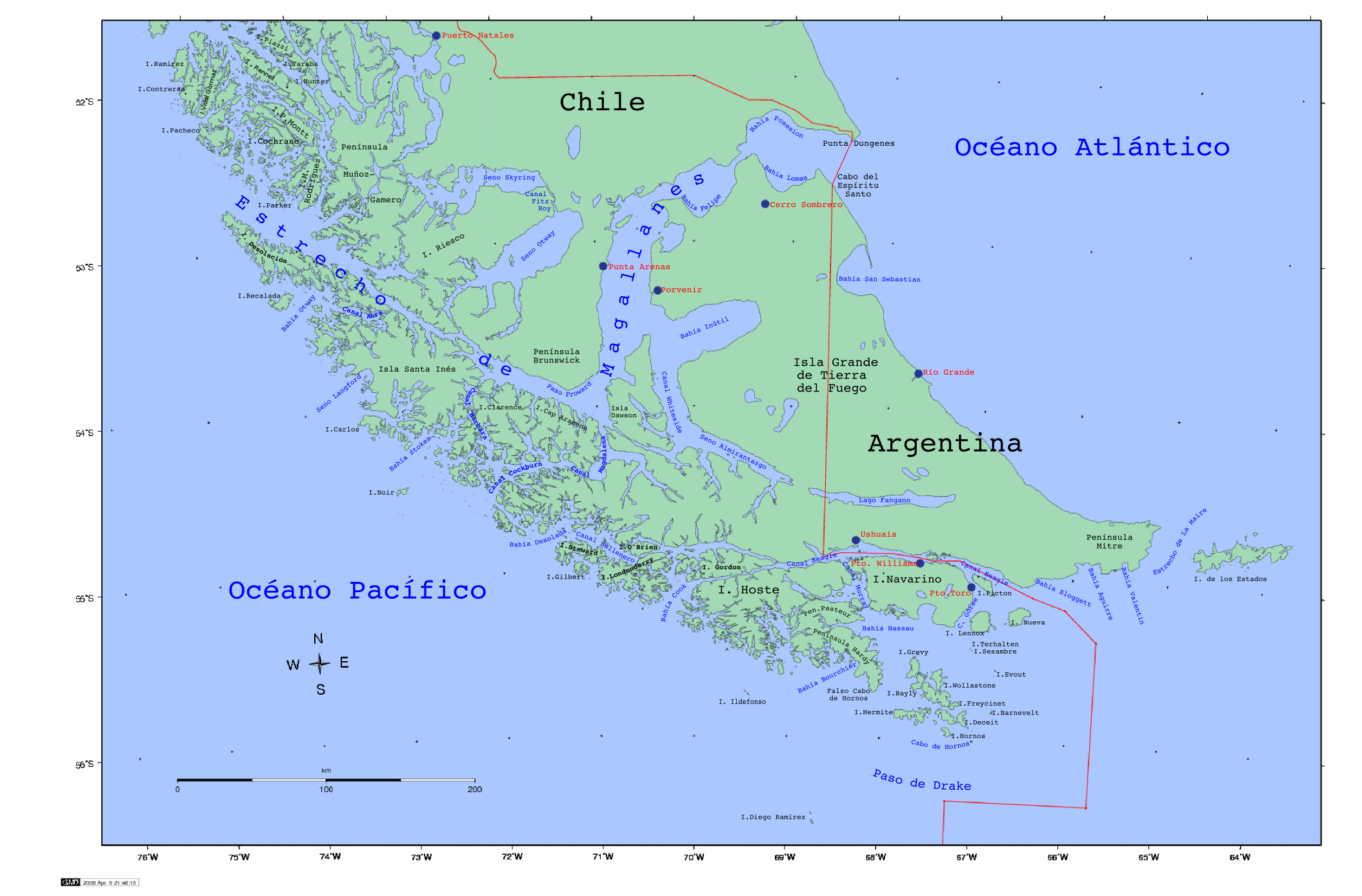
火地群岛

火地群岛（西班牙語：Archipiélago de Tierra del Fuego），是南美洲最南端的一个岛屿群，由主岛大火地岛及周边小岛组成，总面积73,753平方公里。其主岛大火地岛西半部以及其西、南部的全部岛屿均归属于智利境內麦哲伦-智利南极大区的火地省、智利南极省和麥哲倫省，当中南端合恩島的合恩角是南美洲智利火地群島南端的陸岬，广泛认为是南美洲的最南端。其余部分（即主岛东半部）则归阿根廷，并设火地省。
火地群岛北隔麦哲伦海峡与南美洲大陆相望，向南则隔世界上最宽的海峡——德雷克海峡与南极洲相望，火地岛因此也成为各国南极考察的重要基地之一。
1520年，麦哲伦在其环球航行中发现该群岛，他看见岛上的印第安人燃起了许多烟柱，于是将该群岛命名为火地群岛。他以为那是印第安人准备袭击他的船队的信号，但其实那可能仅仅是因为闪电引起的天火。
1832年，英國生物學家查尔斯·达尔文曾經登島以觀察島嶼上的特有物種。
1881年，智利和阿根廷分治火地群岛并划定边界。在此之前，两国都声称拥有整个群岛的全部主权。